# Gerkeina
Gerkeina es un género de foraminífero bentónico de la Subfamilia Ichthyolariinae, de la familia Ichthyolariidae, de la superfamilia Robuloidoidea, del suborden Lagenina y del orden Lagenida. Su especie tipo es Gerkeina komiensis. Su rango cronoestratigráfico abarca el Kunguriense (Pérmico medio).

## Clasificación
Gerkeina incluye a las siguientes especies:
- Gerkeina grozdilovae †
- Gerkeina komiensis †
- Gerkeina maria †